# Catedral de Santa Maria Assunta (Asti)

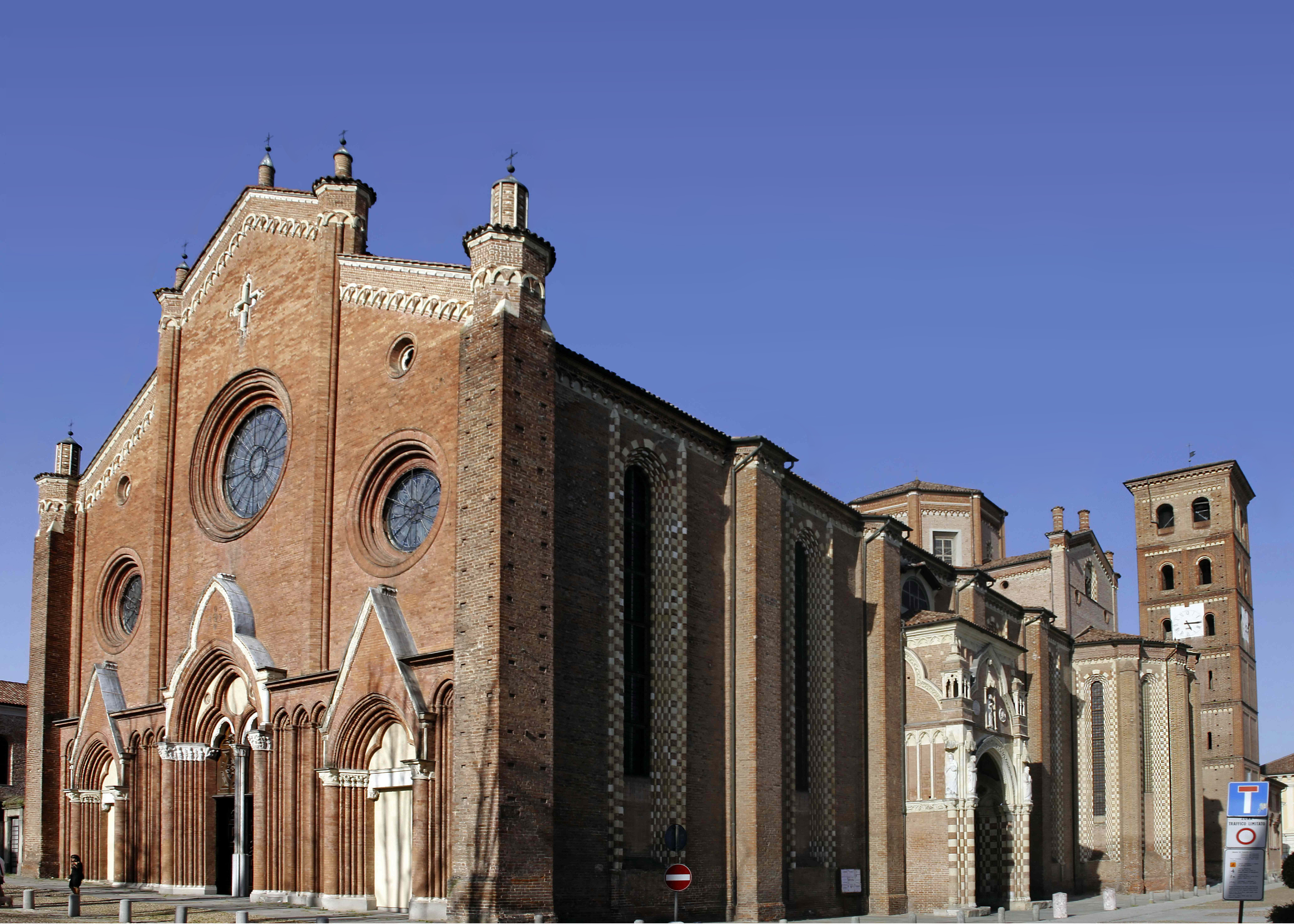
Fachada da Catedral de Santa Maria Assunta e San Gottardo.

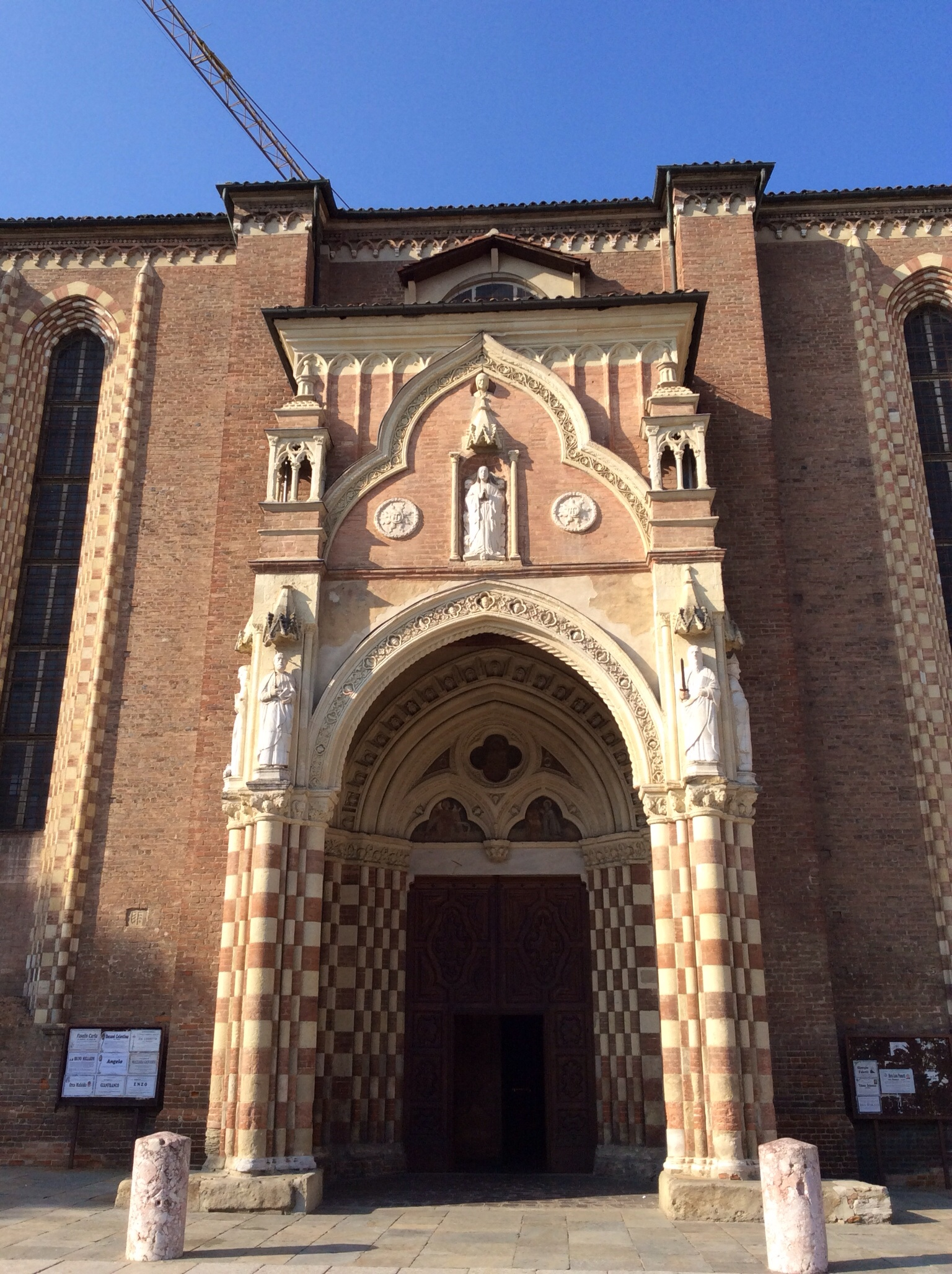
Frontispício Pelletta.

Catedral de Santa Maria Assunta é a principal igreja da cidade de Asti, na região de Piemonte, norte da Itália.
Com vista para uma praça delimitada pelos antigos palácios da nobreza de Asti, a catedral de Santa Maria, a maior igreja em Piemonte e o mais importante exemplo da arquitetura gótica no norte da Itália. Completa oitenta metros de comprimento e vinte e quatro metros de altura e largura.
Juntamente com a Chiesa Battesimale (Igreja Batismal) di San Giovanni e um Chiostri dei Canonici (Claustro Canónico), forma o "complexo episcopal da Catedral".
A sua construção remonta aos últimos anos do século XIII e início do século XIV, cuja edificação foi realizada sobre as fundações de uma antiga igreja edificada no século XI e consagrada em 1132. No pavimento de mosaico do presbitério, é possível identificar alguns dos traços do antigo edifício religioso. Ao estilo da arquitetura românica lombarda com planta de três naves e coberta por uma enorme galeria, foi palco, de acordo com os costumes da época, das reuniões do Conselho da Cidade.
Em 1266, o campanário original foi completamente reconstruído conforme o que podemos admirar atualmente. Um pouco mais tarde, optou-se por fazer também alterações na igreja e reconstruí-la de acordo com os cânones estéticos desse período. Em 1354, o trabalho foi concluído e na construção de  três naves esplêndidas ao estilo gótico lanceolado revelado com predominantes linhas verticais e arcos ogivais. A grande entrada lateral no estilo gótico flamejante foi acrescentada ao edifício em 1470.